# Pharmazie (Zeitschrift)
Pharmazie - An International Journal of Pharmaceutikal Sciences (nach ISO 4 Pharmazie) ist eine wissenschaftliche Fachzeitschrift, die von der Avoxa Mediengruppe veröffentlicht wird. Die Zeitschrift erscheint mit zwölf Ausgaben im Jahr. Seit 2020 sind die Beiträge frei zugänglich (open access publishing). Es werden Arbeiten aus der Pharmazie in englischer Sprache veröffentlicht. Der Impact Factor lag im Jahr 2021 bei 1,515.

## Redakteure
- Theodor Dingermann, Frankfurt, Chefredakteur
- Sandra Klein, Greifswald, Chefredakteurin
- Axel Helmstädter, Eschborn